# Zalman Szazar
Zalman Szazar, pierwotnie Szneur Zalman Rubaszow (ur. 24 listopada 1889 w Mirze, zm. 5 października 1974 w Jerozolimie) – izraelski polityk, historyk, dziennikarz, pisarz i poeta przywódca ruchu syjonistycznego. W latach 1963–1972 przez dwie kadencje był prezydentem Izraela.

## Życiorys

### Dzieciństwo i młodość
Zalman urodził się w 1889 roku w miejscowości Mir w Imperium Rosyjskim (obecnie terytorium Białorusi). Urodził się w rodzinie żydowskiej jako Szneur Zalman Rubaszow. Później zmienił nazwisko na Szazar, biorąc je od swoich inicjałów – „SZR” (Szazar). Pochodził z rodziny chasydzkich rabinów należących do grupy Chabad-Lubawicz. W 1892 roku jego rodzina po wielkim pożarze Mira, przeprowadziła się do wsi Stolewski. Otrzymał tradycyjne żydowskie wykształcenie religijne w chederze, a następnie w ultraortodoksyjnej jesziwie.
Dzięki swojemu nauczycielowi miał możliwość poznać świeckie pisma literatury hebrajskiej tamtego okresu. Po zapoznaniu się z poglądami Dow Ber Borochowa, młody Zalman zaczął sympatyzować z poglądami syjonizmu socjalistycznego. W 1903 roku zaczął wydawać na własną rękę syjonistyczną gazetę, którą rozprowadzał w mieście i jego okolicy. W 1905 roku wstąpił do lewicowej partii syjonistycznej Poalej Syjon. Podczas Rewolucji 1905 roku organizował żydowską samoobronę. W konsekwencji rewolucji, car Mikołaj II Romanow wprowadził przepisy ograniczające swobodę działalności dziennikarskiej. Rok później Zalman wziął udział w tajnej konferencji Poalej Syjon w Mińsku, gdzie poznał Jicchaka Ben Cewi. Rozpoczął wówczas uczestniczyć w pracy redakcyjnej i wydawniczej partii. W 1907 roku przeprowadził się do Wilna, gdzie po raz pierwszy spotkał się z Dowem Ber Borochowem. W następnych miesiącach zajął się tłumaczeniem rosyjskich tekstów Borochowa i Ben-Zwi na jidysz. Ukazywały się one w partyjnej gazecie wydawanej w języku jidysz Der Proletarisher Gedanke. Latem 1907 roku został aresztowany za działalność rewolucyjną. Przez dwa miesiące przebywał w więzieniu, po czym został uwolniony. Po wyjściu na wolność, w latach 1908–1912 studiował w Piotrogrodzie, gdzie znalazł się pod wpływem Samuela Dubnova. W międzyczasie współpracował z żydowskimi gazetami Der Emigrant Jidiszer i Der Jidysz Fray. W 1909 roku poznał swoją przyszłą żonę, Rachel Kacelson.
W 1911 roku po raz pierwszy odwiedził Palestynę, będącą wówczas pod panowaniem Imperium Osmańskiego. Lato spędził w moszawie Merchawja, gdzie poznał poetkę Rachel Bluwstein i przywódcę syjonistycznego Berla Katznelsona. W następnym roku wyjechał z Rosji do Cesarstwa Niemieckiego, gdzie studiował historię i filozofię na Uniwersytecie we Fryburgu i Uniwersytecie w Strasburgu. Wraz z wybuchem I wojny światowej w 1914 roku, nie mógł powrócić do Rosji. Przeprowadził się wówczas do Berlina i rozpoczął studia na Uniwersytecie w Berlinie. Jego specjalnością była historia Żydów w Europie Wschodniej, sabbataizm i krytyka biblijna.

### Działalność syjonistyczna
Podczas berlińskich studiów Zalman zaangażował się aktywnie w działalność ruchu syjonistycznego, biorąc udział w licznych konferencjach. Współpracował jako dziennikarz z gazetą Juedische Rundschau. W 1916 roku stał się jednym z założycieli niemieckiego ruchu syjonistycznego socjalizmu, współtworząc rok później ruch He-Chaluc. W 1919 roku wziął udział w konferencji Poalej Syjon w Sztokholmie. Wraz z Nachmanem Syrkinem, Nachumem Nirem i Chaimem Finemanem został wybrany na członka delegacji wysłanej w celu zbadania warunków życia w Ziemi Izraela i opracowania planu rozwoju współpracy gospodarczej. W 1920 roku na uroczystości w Jerozolimie poślubił Rachel Kacnelson. Siostra Rachel – Batszewa również była zaangażowana w działalność polityczną, w niepodległym Izraelu była posłanką. Również w 1920 roku pojawił się na konferencji Poalej Syjon w Wiedniu, podczas której odrzucił poglądy komunizmu. W 1921 roku wziął udział w Dwunastym Kongresie Syjonistycznym, na którym wybrano go członkiem Komitetu Wykonawczego Światowej Organizacji Syjonistycznej. W latach 1922–1924 wykładał historię żydowską w Instytucie Pedagogicznym w Wiedniu.

### Działalność polityczna
W 1924 roku wyemigrował do Brytyjskiego Mandatu Palestyny, gdzie bardzo szybko został członkiem sekretariatu związku zawodowego Histadrut i członkiem kolegium redakcyjnego gazety Dawar (w latach 1944–1949 jej redaktorem naczelnym). Wyrazem jego coraz większego zaangażowania politycznego w życie społeczności żydowskiej w Palestynie było członkostwo w II Radzie Narodowej (lata 1925–1931). W latach 1930–1932 razem z Chaimem Arlosoroffem był redaktorem gazety partyjnej Achdut ha-Awoda. Równocześnie kierował Departamentem Edukacji i Kultury Światowej Organizacji Syjonistycznej. Był członkiem delegacji Agencji Żydowskiej w Zgromadzeniu Ogólnym ONZ, gdy 27 listopada 1947 roku przegłosowano rezolucję nr 181 w sprawie podziału Palestyny na dwa państwa: żydowskie i arabskie. Po proklamacji niepodległości Izraela zmienił swoje nazwisko na brzmiące bardziej hebrajsko – Szazar. W pierwszych wyborach parlamentarnych w styczniu 1949 roku wystartował z listy wyborczej Mapai. Został wybrany do Pierwszego Knesetu, a następnie objął obowiązki ministra edukacji w pierwszym rządzie Dawida Ben Guriona. Były to niezwykle trudne lata, gdy nowe państwo odbudowywało się po I wojnie izraelsko-arabskiej, borykało się z trudnościami budowy podstawowej infrastruktury, a jednocześnie były to lata masowej imigracji Żydów przyjeżdżających do Izraela z całego świata. Rodziło to wielkie trudności w zapewnieniu oświaty i nauki języka hebrajskiego, który miał być podstawowym narzędziem tworzenia spójności narodowej. W lipcu 1949 roku Szazar doprowadził do uchwalenia Prawa o Obowiązkowej Edukacji. Było to niewątpliwie jedno z jego największych osiągnięć w resorcie. Szazar zasiadał w Drugim Knesecie i Trzecim Knesecie. W 1952 roku został członkiem Komitetu Wykonawczego Agencji Żydowskiej. W 1956 roku zrezygnował z mandatu poselskiego (który objął po nim Jisra’el Kargman), i w latach 1956–1960 pełnił obowiązki przewodniczącego Komitetu Wykonawczego Agencji Żydowskiej.

### Prezydent Izraela

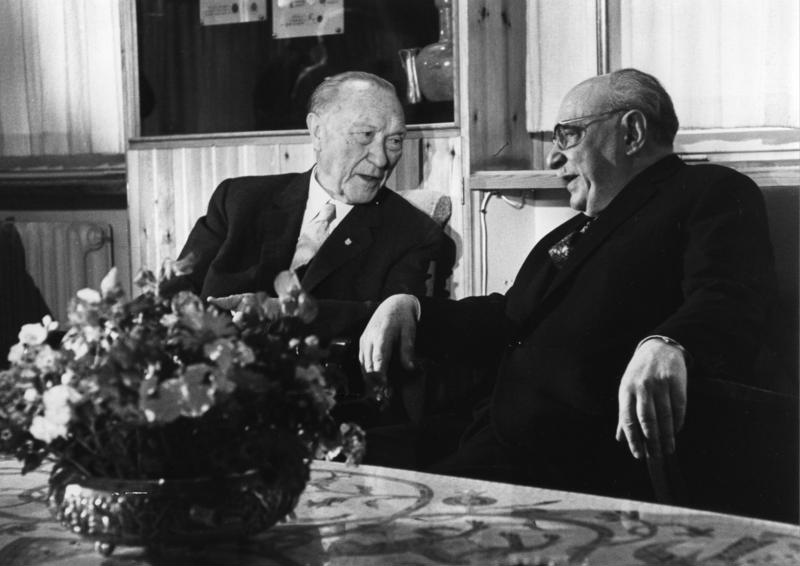
Zalman Szazar i kanclerz Niemiec Konrad Adenauer, maj 1966

Po śmierci 23 kwietnia 1963 roku prezydenta Jicchaka Ben Cewi, pojawiła się potrzeba wybrania nowego prezydenta Izraela. W wyborach przeciwko Zalmanowi Szazar wystartował były minister handlu i przemysłu Perec Bernstein. Szazar zdecydowanie wygrał w pierwszej turze wyborów i 21 maja 1963 został 3. Prezydentem Izraela. W dniu 26 marca 1968 roku ponownie wygrał w wyborach i został prezydentem na drugą kadencję.

Podczas jego kadencji przeniesiono siedzibę prezydenta do jej obecnej lokalizacji przy ulicy HaNasi w Jerozolimie. Rezydencja została przekształcona w centrum comiesięcznych spotkań intelektualistów, naukowców i pisarzy. Szazar podejmował duże wysiłki na rzecz realizacji projektu badania Żydów w diasporze. Projekt ten realizowano we współpracy z Uniwersytetem Hebrajskim w Jerozolimie. Szazar w przeciwieństwie do wielu izraelskich polityków, pozostał wierny religii. W jego rezydencji wybudowano synagogę, w której zawsze odbywały się nabożeństwa w szabat i święta żydowskie. Utrzymywał kontakty z ruchem chasydzkim. Promował język jidysz i kulturę Żydów z Europy Wschodniej. Kiedy w 1964 roku spotkał się z papieżem Pawłem VI, Szazar odczytał werset z Księgi Micheasza 4,5: 
„Choćby wszystkie ludy występowały, każdy w imię swego boga, my jednak występować będziemy w imię Pana, Boga naszego, zawsze i na wieki”.
W 1966 roku otrzymał Nagrodę Bialika z literatury. Z urzędu prezydenta ustąpił 23 maja 1973 roku. Zmarł 5 października 1974 roku w Jerozolimie. Został pochowany na Wzgórzu Herzla w Jerozolimie.

## Znaczenie
Szazar odegrał ważną rolę w rozwoju ruchu syjonistycznego i tworzeniu państwa Izrael. Równocześnie włożył wielki wkład w rozwój żydowskiej literatury, szczególnie w języku hebrajskim i jidysz. Odegrał pionierską rolę, wprowadzając krytykę biblijną w języku hebrajskim. Był także tłumaczem. Na jego cześć nazwano utworzone w 1973 roku w Jerozolimie Centrum Zalmana Szazara, które koncentruje się na publikowaniu prac dotyczących historii żydowskiej.

## Publikacje
- Kochvei Boker. Tel Awiw: Am Oved Publishers, 1950. Brak numerów stron w książce